# 胡力斯台水库
胡力斯台水库是中国内蒙古自治区通辽市科尔沁左翼中旗境内的一座水库，位于新开河上，建于1962年。水库正常库容为2740万立方米，海拔为205.5米。